# Dziewięć miesięcy (film 1995)
Dziewięć miesięcy (ang. Nine Months) – amerykańska komedia romantyczna z 1995 roku w reżyserii Chrisa Columbusa. Remake francuskiego filmu pod tym samym tytułem z 1994 r.

## Fabuła
Samuel, mężczyzna cierpiący na lęk przed obowiązkami, zostaje wystawiony na próbę, gdy jego dziewczyna Rebecca zachodzi w ciążę. 

## Główne role
- Hugh Grant – Samuel Faulkner
- Julianne Moore – Rebecca Taylor
- Tom Arnold – Marty Dwyer
- Joan Cusack – Gail Dwyer
- Jeff Goldblum – Sean Fletcher
- Robin Williams – Dr Kosevich
- Mia Cottet – Lili